# The Last Days on Mars
The Last Days on Mars (Los últimos días en Marte en México y España, La última misión a Marte en Argentina)) es una película de suspenso y ciencia ficción del año 2013, dirigida por Ruairí Robinson (1978-) con guion de Clive Dawson, basada en el cuento Los animadores, de Sidney J. Bounds. Se proyectó en la Quincena de los Directores en el Festival de Cine de Cannes de 2013.
La película se estrenó en un lanzamiento limitado el 19 de septiembre de 2013, en Reino Unido. El 6 de diciembre de 2013 se estrenó en Estados Unidos.
Su reparto estuvo formado por Liev Schreiber, Elias Koteas, Romola Garai, Goran Kostić, Johnny Harris, Tom Cullen, Yusra Warsama and Olivia Williams.

## Elenco[3]
- Liev Schreiber, como el técnico en comunicaciones Vincent Campbell. De Estados Unidos

- Elias Koteas, como el capitán Charles Brunel. De Canadá

- Tom Cullen, como el navegador y técnico Richard Harrington. De Reino Unido

- Romola Garai, como la joven bióloga Rebecca Lane. De Reino Unido

- Johnny Harris, como el psicólogo Robert Irwin. De Estados Unidos

- Goran Kostich, como el biólogo serbio Marko Petrovich.

- Yusra Warsama, como la bióloga Lauren Dalby. De Reino Unido

- Olivia Williams, como la bióloga Kim Aldrich. De Estados Unidos

## Argumento
Un equipo de investigación de ocho personas, que habitaron durante una misión de un año en la base Tántalo (sobre la superficie) del planeta Marte, tienen 19 horas antes de ser recogidos por el módulo de amartizaje - Aurora, para viajar hasta la nave madre, que se encuentra en órbita alrededor del planeta.
El científico Marko Petrovich (Goran Kostić) ha encontrado muestras que indican señales de vida en el planeta desde hace algunos días. Sin revelar su descubrimiento inventa una estratagema para una última salida a la superficie y comprobar el desarrollo de esa forma de vida. Su compañero de tripulación Richard Harrington (Tom Cullen) lleva a Petrovich en un rover alimentado por baterías y energía solar, hasta el lugar donde se había encontrado la muestra con el pretexto de que un sensor que mide radiación sobre la superficie del planeta estaba fallando. 
Después de haber obtenido una muestra de suelo con el agente biológico presente, Petrovich está a punto de volver al vehículo eléctrico rover cuando se abre una grieta en el suelo y él cae. El capitán Charles Brunel (Elias Koteas), y su compañera Lauren Dalby (Yusra Warsama) llegan hasta el lugar del accidente y planean explorar la fosa para recuperar el cuerpo de Marko. Dalby se queda en la boca del pozo, pero desaparece misteriosamente antes de que el equipo vuelva con más equipo de rescate. Brunel y Vincent Campbell (Liev Schreiber) finalmente exploran el pozo y encuentran que allí se ha desarrollado algún tipo de vida.
Dalby y Marko reaparecen caminando en la base tras haberse convertido en agentes biológicos marcianos: ahora son parecidos a zombis, muy agresivos, con la piel ennegrecida y sin rastro de su personalidad original y pueden mantenerse vivos en la atmósfera del planeta sin necesidad de los trajes espaciales de supervivencia planetaria. Marko ataca a Harrington con un taladro eléctrico en el abdomen y los demás miembros de la tripulación también son atacados. Se suceden varias peleas y escapes de los zombis a través de los módulos de hábitat de la base marciana. Dalby ataca a Brunel con un hacha y le provoca una fractura expuesta de clavícula. Lo llevan a un invernadero cercano de hidropónicos, donde fallece (sin causa explicable) y minutos más tarde resucita debido a la infección de los agentes biológicos. Durante un ataque de los zombis al invernadero, Robert Irwin (Johnny Harris) deliberadamente deja morir a la científica Kim Aldrich (Olivia Williams) ― que durante toda la misión había enfurecido a sus compañeros de tripulación ―. Rebecca Lane (Romola Garai) también es lesionada en una pierna.
Finalmente Campbell, Irwin y Lane huyen de la base en un vehículo eléctrico rover mientras los zombis los persiguen a pie, caminando por la superficie del planeta. Cuando empieza a agotarse la batería solar del rover en que escaparon de la base, cambian la trayectoria del rover para tratar de llegar al otro rover que quedó estacionado en una zona cercana, al lado de la grieta con su carga de baterías casi intacta. El egoísta Irwin con el pretexto de que debe resarcirse de sus errores durante el día, realiza una peligrosa exploración del segundo rover estacionado en medio del barranco y lo termina robando, argumentando que Lane está infectada debido a una herida y porque los zombis los vienen siguiendo de cerca. 
A la espera de que salga el Sol para alimentar las baterías solares del primer rover, Campbell se queda dormido y Lane huye sabiendo que está contaminada y convirtiéndose en zombi. Cuando Campbell se despierta corre tras ella, sigue sus huellas en la superficie del planeta con el rover, pero ella fallece al quitarse el casco espacial y al resucitar como zombi lo ataca. En un momento remanente de su anterior conciencia humana ella le pide que por favor la mate completamente, y Campbell le destroza el cráneo a golpes de roca. Campbell se retira y con el rover cargado de energía sigue su camino y se encuentra con Irwin que llega por separado al sitio de aterrizaje - amartizaje - de la nave Aurora, con el otro vehículo rover que secuestró anteriormente. 
Campbell puede oír las señales de radio de cada astronauta de la nave de amartizaje Aurora, pero ellos no pueden oír sus advertencias por una falla en el rover. Ellos bajan de la nave y son asesinados por Kim Aldrich ahora convertido en zombi. Cuando Campbell llega al sitio, descubre que también murieron los zombis Marko Petrovich, Lauren Dalby y Richard Harrington a causa de las heridas de sus infecciones. Campbell entra en la nave de amartizaje Aurora y encuentra a Irwin, que ― claramente infectado por el patógeno que los convierte en zombis y con sus últimas trazas de conciencia humana ― inicia el lanzamiento automático de emergencia del Aurora, que los llevan a él y a Campbell en órbita mientras pelean a muerte. Campbell deja temporalmente inconsciente a Irwin y expulsa su cuerpo de la nave, y las contagiosas gotas de su sangre al vacío del espacio.
Campbell deja un mensaje con retraso de tiempo al control de la misión en la Tierra, diciendo que él no tiene suficiente combustible para llegar a la nave madre en una órbita alta, por una falla en la nave durante la pelea con Irwin y un gasto excesivo de combustible, pero que los suministros (oxígeno y alimento) a bordo pueden durar meses al mantenerse en órbita baja del planeta y si quieren lanzar un rescate desde la Tierra. Sin embargo argumenta que esto puede no ser aconsejable al ser posible que él también esté infectado con un extraño y desconocido patógeno que convierte a los seres humanos en zombis agresivos, violentos y asesinos, después de haber encontrado un pequeño corte en el rostro por la pelea con Irwin, propone que si en los siguientes minutos descubre que está infectado, se suicidará con una reentrada violenta en la atmósfera de Marte. La película termina antes de que llegue la respuesta del control de misión.

## Rodaje
Las tomas en exteriores tuvieron lugar en el desierto de Jordania, y los interiores en Elstree Studios (situados en Borehamwood, Hertfordshire, Inglaterra).

## Efectos visuales
Los efectos visuales de Los últimos días en Marte fueron realizadas por la empresa Screen Scene VFX. Adam McInnes (supervisor independiente de efectos visuales) y Ed Bruce (supervisor de efectos visuales de Screen Scene VFX) dirigieron un equipo en Dublín (Irlanda).